# Sveatoslav Moscalenco
Sveatoslav Moscalenco (n. 26 septembrie 1928, Bravicea, România – d. 29 ianuarie 2022, Chișinău, Republica Moldova) a fost un fizician moldovean, care a fost ales ca membru titular al Academiei de Științe a Moldovei 

#### Discipoli
- Petru Hadji
- Anastasia Șibarșina
- Mihail Șmigliuc
- Igor Belousov